# 朱芳君
朱芳君（1987年7月25日—），臺灣女主播、女主持人現任台灣財經媒體「非凡電視台」主播、主持人。

## 學歷
國立中興大學歷史學系、財金學系雙學位。
國立臺灣大學管理學院GMBA（企業管理碩士專班）。

## 經歷
- 2010年，進入非凡新聞主跑證券金融線
- 2011年，擔任非凡六點晨間新聞主播
- 2013年，網友票選最正女主播第二名[1]
- 2013年，受邀男人幫國際中文版11月號「深入主播」專訪
- 2015年，登上男人幫國際中文版６月號封面人物，台灣第一位以主播身分登上男性封面。[2]
- 2016年，與男主播王軍凱搭檔轉播 第14任總統、副總統蔡英文、陳建仁就職大典。
- 2017年，受邀媽媽寶寶30周年，登上４月份封面人物。[3]

## 節目
| 時間   | 頻道 | 節目                                                                         | 備註                 |
| 2012年 |      | 新聞性節目《小薪青年向錢衝》探討這一代青年之各行各業，以及下班後的生活百態。 |                      |
| 2012年 |      | 美食節目《美食按個讚》                                                       |                      |
| 2014年 |      | Yahoo!理財《小資向錢衝》                                                     |                      |
| 2015年 |      | 生活旅遊節目《NEWS金探號》                                                   | 與男主持人王軍凱搭檔 |
| 2016年 |      | 財經節目《小資幸福理財》                                                     |                      |

## 廣播
替中廣配音，權證宣傳短劇。

## 廣告
- 2015年，「Dr Sebagh」美女主播朱芳君　聰明保養之道[4]
- 2016年，「一太e衛浴」朱芳君篇[5]
- 2017年，蜜妮Bioré Home SPA保養系列代言人「主播一天的36小時」[6]

## 相關票選活動
- 2013年，網友票選最正女主播第二名 [1]
- 2014年、2015年，連續入圍FHM男人幫全球百大美女[7][8]
- 2014年，蘋果票選 5大新生代女主播[9]

## 公益活動
- 2013年，非凡20周年台慶與陽光社會福利基金會合作，擔任一日汽車美容志工。[10]
- 2015年10月17日，主持喜願協會與東西名人雜誌主辦「千人Walk For Wishes健走活動」[11]
- 2015年7月，七夕愛絮杯主播公益[12][不可靠来源]
- 2016年，財團法人桃園縣私立祥育啟智教養院「主播年曆」[13]

## 雜誌
- 2013年 RichMan 主播朱芳君 藏不住的甜美與勇敢
- 2013年 FHM男人幫國際中文版11月號「深入主播」專訪
- 2014年 台中好水 明星主播朱芳君 VS 10個朋友帶你玩台中
- 2014年 Money錢 外資券商最愛 財經主播朱芳君
- 2015年 FHM男人幫國際中文版６月號封面人物 主播最後單身派對
- 2016年 財訊 王軍凱 朱芳君 帶你玩翻日本
- 2016年 台北畫刊 這些晨起人
- 2016年 週刊王 主播開運招財術
- 2017年 FHM男人幫 200期回顧
- 2017年 媽媽寶寶四月號封面 30蛻變

## 外部連結
- 新聞主播朱芳君 Nina Chu的Facebook專頁